# Gheorghe Ursu
Gheorghe Ursu (ur. 1 lipca 1926 w Sorokach, zm. 17 listopada 1985 w Bukareszcie) – rumuński inżynier, dysydent, pisarz i poeta, aresztowany, torturowany i zamordowany przez funkcjonariuszy Securitate.

## Życiorys
Gheorghe Ursu ukończył gimnazjum w Gałaczu i, w 1950 roku, politechnikę w Bukareszcie. Pracował jako projektant budowlany. W latach 70. wysłał do gazety „Scînteia” – organu Rumuńskiej Partii Komunistycznej – oraz pisma „Contemporanul” listy otwarte, w których wykazywał i krytykował nadużycia władzy, jej antysemityzm i demagogię. Dwa z nich zostały upublicznione w 1977 roku przez Radio Wolna Europa.
Był inwigilowany przez służby bezpieczeństwa. W 1985 roku został aresztowany na skutek donosu za prowadzenie, od 1943 roku, sekretnego dziennika, zawierającego komentarze do bieżących wydarzeń i oskarżenia rządów Nicolae Ceaușescu o tyranię. Oskarżony o współpracę z Radiem Wolna Europa i posiadanie obcej waluty (16 dolarów), został osadzony w więzieniu Calea Rahovei w Bukareszcie. Poddany brutalnemu śledztwu i torturowany, został zamordowany 17 listopada 1985 roku. Sprawa jego aresztowania i zamordowania stała się głośna na Zachodzie wskutek protestów mediów i polityków, w tym amerykańskich kongresmenów. Po obaleniu dyktatury Ceaușescu była także przedmiotem śledztwa prowadzonego w Rumunii.
W 1991 roku ukazała się książka jego autorstwa Europa mea.